# 加法村
加法村（かほうむら）は、広島県深安郡にあった村。現在の福山市の一部にあたる。

## 地理
加茂川中流右岸から同川と百谷川の合流点に位置していた。

## 歴史
- 1889年（明治22年）4月1日、町村制の施行により、安那郡下加茂村、法成寺村が発足[3]。
- 1898年（明治31年）10月1日、郡の統合により上記2村は深安郡に所属[3]。
- 1941年（昭和16年）10月1日、上記2村が合併して加法村を新設[1][2]。旧村名を継承した下加茂、法成寺の2大字を編成[2]。
- 1956年（昭和31年）9月30日、加法村を二分割し、大字下加茂・大字法成寺字鳥越の一部を深安郡加茂町に、大字法成寺の残部を芦品郡駅家町にそれぞれ編入して廃止された[1][2]。

### 地名の由来
合併旧村名の各一文字を組み合わせたもの。

## 産業
- 農業、畜産、製材、食品加工、紡績、織物[2]

## 教育
- 自彊小学校[2]
- 深安中学校加法分教場[2]